# Ruel Fox
Ruel Adrian Fox (Ipswich, 14 januari 1968) is een voormalig profvoetballer uit Engeland, die als aanvaller speelde. Fox is afkomstig uit Montserrat.
Fox kwam uit voor achtereenvolgens Norwich City, Newcastle United, Tottenham Hotspur en West Bromwich Albion. Na zijn actieve loopbaan was hij actief als voetbalcoach, onder meer van Montserrat. Voor de eilandengroep speelde hij zelf twee interlands in 2004 als speler-coach.